# Carignan (Italie)
Pour les articles homonymes, voir Carignan.
Carignan (Carignano en italien, Carignan en piémontais) est une commune de la ville métropolitaine de Turin dans le Piémont en Italie. Autrefois tournée vers la corderie et la filature de laine, cette petite ville industrielle de la vallée du Pô conserve un patrimoine architectural de période baroque.

## Toponymie
- en français : Carignan
- en piémontais : Carignan

## Géographie physique
Carignan est une commune de la banlieue de Turin. Elle se trouve en rive gauche du Pô, à l'entrée sud de la métropole turinoise. Il s'agit de l'une des communes piémontaises les plus proches du fleuve et d'un port fluvial historique. Vers 1900, c'était l'une des plus grandes banlieues piémontaises, mais elle a connu un long déclin économique et démographique depuis la faillite des filatures Bona, qui faisaient vivre la ville.

## Histoire

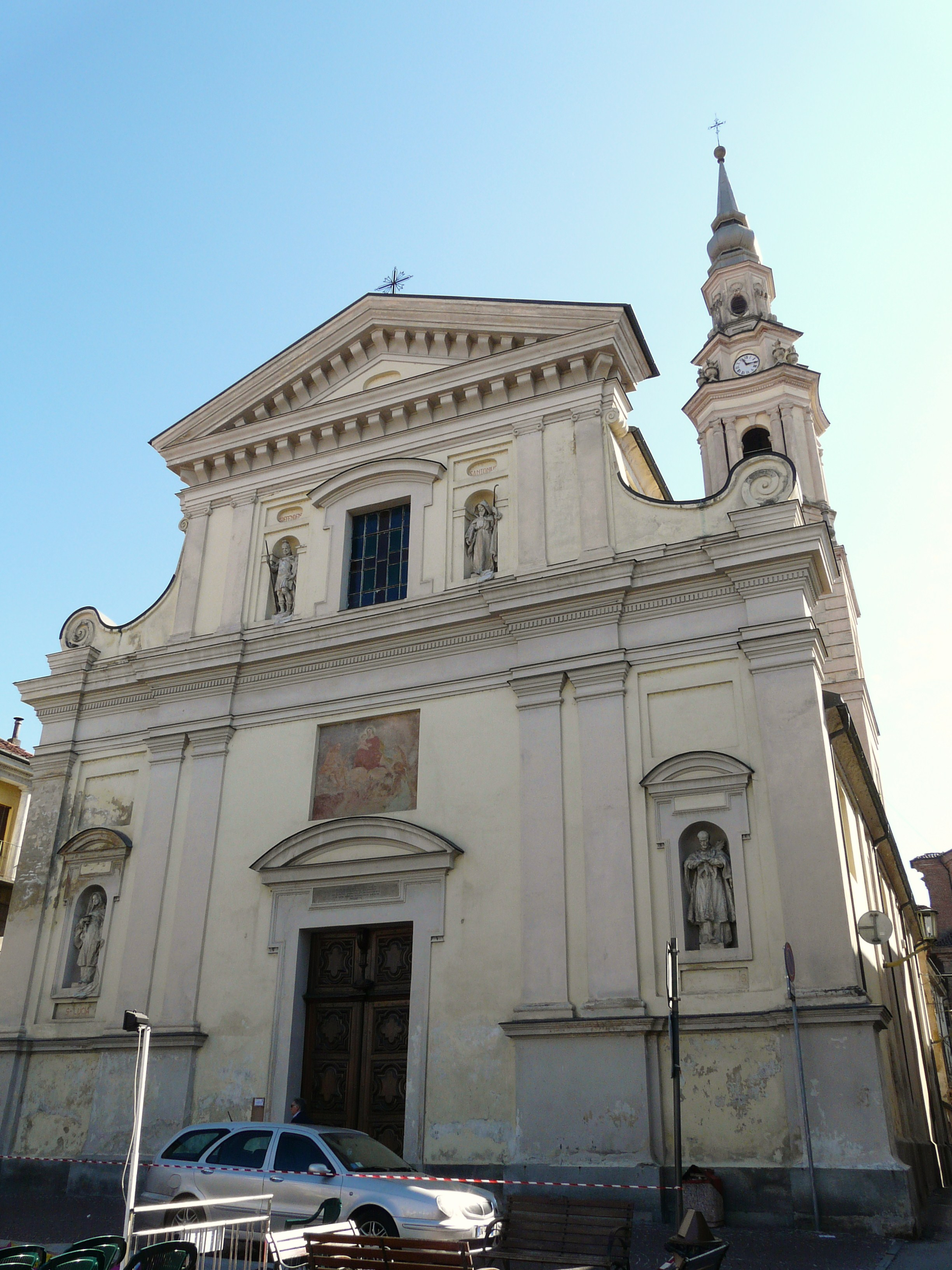
L'église de la Miséricorde.

### Préhistoire
Comme en témoignent les vestiges archéologiques du Garetìn, un îlot du Pô en aval du pont vers Carmagnole, on traversait déjà le fleuve entre les deux ponts de Carignan au Néolithique (les haches de pierre vertes du Piémont étaient exportées de la Grande-Bretagne à la Hongrie). Selon toute probabilité, le fleuve a commencé d'être navigué dès l'âge du bronze (une hache de bronze de type Cressier est exposée au musée de Carignan), et au cours des millénaires suivants, plusieurs pontons ont été jetés le long de son cours, soit comme quais, soit pour le passage à gué pour permettre les échanges commerciaux.
À l'emplacement du pont entre Racconigi depuis Lombriasco et Carmagnola (dans les prés de Casalgrasso), on a trouvé une épée votive du IXe siècle av. J.-C., d'un type déjà connu dans la vallée du Rhin : elle servait vraisemblablement de viatique pour le franchissement du gué. À partir du  VIIIe siècle av. J.-C., la présence d'une communauté étrusque allochtone, se livrant au commerce transalpin, est documentée.

### Époque romaine
Sous le règne d'Auguste, à partir de 49 av. J.-C., la colonisation de la plaine se poursuit en amont de Turin, un territoire que les légions romaines n'avaient jusqu'alors que traversé, sans l'explorer, profitant d'une voie préexistante qui reliait les uns aux autres les habitats préhistoriques de Carmagnole et de Cavour, à travers un gué du Pô près de l'actuel Carignan.
Toujours au siècle d'Auguste, on construisit une deuxième voie romaine pour relier Turin à Carmagnole, passant selon toute probabilité par Carignan et traversant à gué le Po à cet endroit, ou peut-être près de Casalgrasso. Plus tard, plusieurs villages se formèrent autour de ce carrefour, comme en témoignent diverses trouvailles archéologiques : tombes romaines, vases, blocs de pavés et armes.
Forum Vibi Caburrum, chef-lieu de la XIe Région augustéenne, l'« Italie Transpadane », limitrophe de la IX Région Taurinense selon le cours du Pô et du Chisola, est fondée sous le consulat de C. Vibius Pansa (43 av. J.-Chr.).

### Les paroisses romanes
L'évangélisation du pays, attribuée selon l'hagiographie à Dalmas (IIIe siècle), est mal connue. Il y a au moins trois églises romanes dans la région, aujourd'hui toutes rattachées au territoire communal de Carignan : Notre-Dame des Ormes, Saint-Rémi et Saint-Vit.
Leur emplacement, selon un alignement de 5 km repris aujourd'hui par une route, à vingt/trente mètres à l'écart du fleuve, recoupe fidèlement la voie romaine de Pollenzo et témoigne d'une certaine dispersion de l'habitat à l'époque. Aucune des églises ne peut être datée avec précision, mais les motifs permettent d'affirmer qu'on les a construites les unes après les autres, et qu'elles étaient sans doute déjà là au moment de la première occupation lombarde.

### Période lombarde et carolingienne

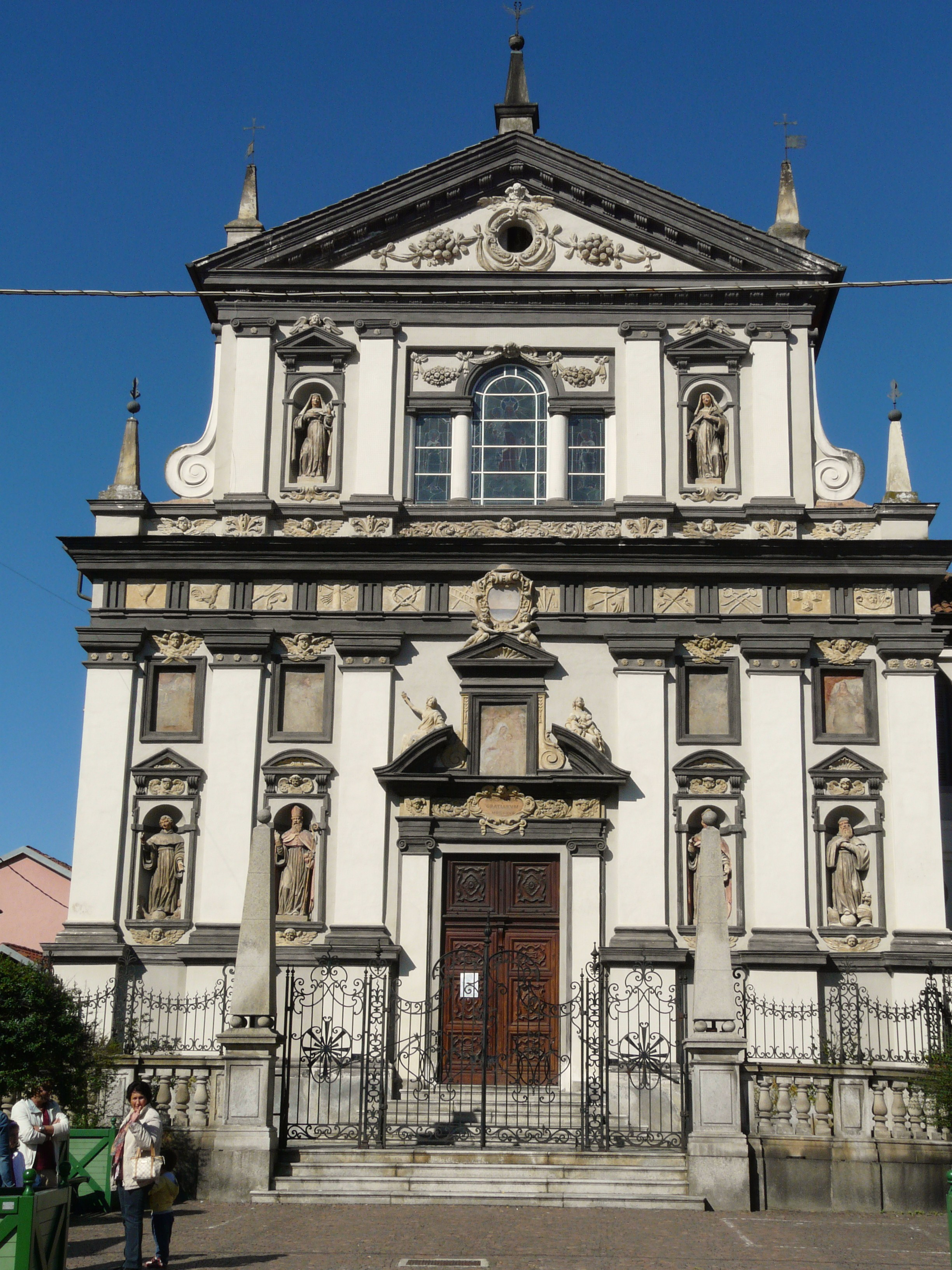
L'église Sainte-Marie-des-Grâces.

De la période lombarde (568-774), on a retrouvé deux nécropoles et deux mausolées princiers près de Carignan.
La plus petite nécropole se trouve à 700 m environ de Carignan, sur la route de Castagnole Piemonte ; la plus grande est près de la paroisse Saint Vit (cité Brüss ou Boatera). À ces deux sites sont annexées des maisons « constituées de matériaux légers et périssables » et encore reconnaissables.
Les mausolées ont été retrouvés près des paroisses Saint-Rémi (hameau de Valdòc) et Saint-Vit (toujours la cité Brüss).
Ces derniers, situés à seulement 250 m des nécropoles dont on a parlé, sont probablement d'origine plus ancienne et ont été récupérés par l'aristocratie lombarde ; ces sépultures semblent en fait constituer un exemple de continuité d'usage d'un site funéraire d'époque romaine et post-romaine plutôt rare dans le Piémont. Il pourrait s'agir du cimetière des membres de la nouvelle classe dirigeante militaire et politique ayant supplanté les propriétaires romains.
À l'époque carolingienne le pays passe sous la domination du Marquisat de Saluces et on parle alors de trois curtes (mottes fortifiées), une pour chaque paroisse : Saint-Rémi, Saint-Martin (nouveau nom de la paroisse de Saint-Vit) et Saint-Jean, apparues entretemps. Mais comme ailleurs dans le Piémont, le principal phénomène est le début du processus d'enchâtellement de la fin du premier millénaire.

### Le château fort de Carignan
Le château fort de Carignan avait été édifié au croisement de deux voies romaines, avec une aile prolongée vers le sud, pour y incorporer la paroisse Saint-Jean et la séparer de celle de Saint-Rémi. La "villa di Carignano" est mentionnée dès 1064 dans une donation (« trois entrepôts et un ponton ») de la marquise de Saluces, Adélaïde de Savoie, à Sainte-Marie de Pignerol. En 1159 l'empereur Frédéric Barberousse attribue la terre de Carnano à l'évêque de Turin.
Du château, il ne subsiste que l'enceinte extérieure, qui épouse les contours de la voie romaine longeant le port, qui se trouvait à 150 m plus au nord que l'actuelle. Les ponts franchissant les fossés « étaient formés d'une grande barque ou de deux barques amarrées, sur lesquelles on avait dressé un échafaudage surmonté d'une guérite. L'amarrage se faisait par une corde reliant le ponton à un pieu de bois foncé au centre du fleuve. Une barque auxiliaire, plus petite, se trouvait à mi-portée de l'amarre. »
Au XIIIe siècle, un conflit opposa le comte Thomas de Savoie, allié aux villes de Carmagnole et d'Asti, aux marquis de Romagnano, alliés de Turin, Testona et Pignerol, à propos du gué de Carignano. Ces derniers firent construire la tour et le fortin appelés aujourd'hui « fort du Pô mort », pour protéger l'accès à un pont en bois (un peu plus au sud des quais) qui empêchait Carmagnole et Aste de construire à leur tour. Le pont reliait un îlot au centre du fleuve et se prolongeait par un pont-levis sur le bras de Villastellone, pour permettre le passage des barques qui approvisionnaient Turin avec le sel entreposé dans les magasins de Fortepasso. L'accord prévoyait que le château ne devait pas dépasser “i 500 fuochi”, mais en l'espace de 50 ans, le succès commercial du nouveau pont permit l'extension des remparts, occupant l'axe nord-sud et la porte de l'ouest d'un îlot et l'axe est-ouest au sud d'un autre îlot.
Au-delà de la porte du Pô, inaugurée peu de temps après la construction du nouveau pont, on perça de nouvelles portes : vers l'ouest, celle dite « porte du fossé » (rivellino) ; au nord, celle des Meinardi et au sud, la porte du Marché (porta del Mercato). Des manoirs s'établirent à cet endroit : il reste de ces hôtels particuliers une allée couverte sur la place Saint-Jean, et le couvent Sainte-Claire, qui avait quitté l'enceinte du châtelet de Saint-Rémi pour occuper le site d'une “certe case dei Provana” près de la porte des Meinardi, où l’église fut construite entre le XIVe et le XVe siècle.
Le 6 août 1630, dans le contexte de la guerre de Succession de Mantoue, une armée française conduite par Henri II de Montmorency (1595-1632) s'empare de la ville et du château de Carignan (Piémont).

### Les premiers rescindements du Pô
Les plus anciens travaux hydrauliques du cours du Pô remontent au XVIIe siècle, avec les ingénieurs Vitozzi et de Castellamonte. Ils n'ont laissé aucune trace visible sur le fleuve, tellement il a évolué depuis, à la fois naturellement et artificiellement : seuls restent les noms de certains lieux-dits, d'ailleurs presque oubliés.
Au cours du XVIe siècle, l'avènement de l'artillerie avait rendus désuets les remparts médiévaux, rectilignes et de grande hauteur, qu'il fallait remplacer par des terre-pleins revêtus à l'épreuve des bombes, entrecoupés de fossés. À Carmagnole, avant-poste du Marquisat de Saluces, Gardezzana avait été remodelée en une citadelle à quatre bastions, sans ville à défendre (le château fort se trouvait entièrement à l'intérieur de la citadelle, étant donné sa taille fort modeste) couverte par trois châteaux extérieurs : ceux de Viurso, de San Giovanni et de la Moneta, à revers ; mais vers 1650, ces fortifications, trop vulnérables, furent laissées à l'abandon.
À Carignan, au contraire, on terrassa un simple terre-plein en arrière des remparts médiévaux, que l'on abattit pour fortifier les angles des oreillettes. Cette solution a favorisé par la suite l'expansion urbaine : on put établir à l'intérieur de l'enceinte des sièges conventuels et de nouveaux édifices sacrés, reprenant les anciens faubourgs résidentiels et permettant un transfert de la population vers la campagne.
C'est ainsi que l'on édifia la nouvelle église paroissiale de Saint-Jean, après avoir abattu la vieille église située entre les remparts ; que le couvent des Clarisses de Saint-Joseph, annexe de celui de Sainte-Claire, put s'étendre dans les années 1650.
L'église du Suffrage ou de la Miséricorde (Battuti Neri), aménagée pour les votes de la communauté puis plus tard confiée à la confrérie, put reprendre le site de l'ancienne courtine à l'ouest du centre-ville, près de la porte du ravelin et le moulin des Rives.
L’édifice s’y substitue a deux maisons rachetées par la commune aux marges du cente-ville : de là, on voit l'ancien fossé, recoupé au nord et à l'ouest par le canal des Moulins.
La confrérie du Saint-Esprit (celle des flagellants blancs) a trouvé son siège définitif au terme d'une série de déménagements qui l'ont menée de la périphérie vers le centre-ville, et qui ont mis en crise l'une des plus vieilles confréries de la ville. Le plus ancien monastère, celui des Augustins, fondé en 1476, se trouvait à la porte du Marché. À l'extérieur des remparts, Sainte-Marie-Madeleine, se dressait déjà près de l'actuelle chapelle de Notre-Dame de Lorette ; Saint-Martin d'Allodio (aujourd'hui Cascina San Martino), dont il reste l'abside romane de Saint-Vit. Sainte-Marie de Pogliano s'étendait, selon diverses sources, le long des remparts au bord du Pô.

### Une proto-industrie: le travail du chanvre
La culture du chanvre à Carmagnole remonte au moins à l'année 1235, selon les archives de la commune. On le vendait tous les mercredis sous une halle adjacente au marché (qui était par ailleurs la garnison des Vigiles du Foyer et de la milice urbaine), comme le prouve l'interdiction du marquis Louis de Saluces d'arrêter les vendeurs du mardi soir à la fin de la journée du mercredi.
La culture du “Gigante di Carmagnola”, semence de chanvre considérée comme la plus précieuse, se pratiquait sur la rive droite du Pô au-dessus du château Saint-Bernard. Les campagnes limitrophes se divisaient en une région de grandes exploitations (cascina) et une région de champs épars. Les limites, établies conformément à la juridiction de la paroisse Saint-Bernard, épousaient les contours des chemins ou des nombreux fossés.
Le succès de cette culture venait d'une division du travail au sein des familles d'exploitants. La filature était confiée presque exclusivement aux femmes, tandis que les hommes s'occupaient du peignage, du brossage et du découpage.
La tâche typique des garçons consistait à faire tourner une roue pour tisser les cordes. Les brins torsadés étaient ensuite attachés le long d'un sentier (santé) d'un arbre à un autre arbre. À partir du début du XVIIIe siècle, la fabrication des cordes de chanvre connut une expansion continue : n'employant alors que seulement 14 foyers et 76 personnes, elle était passée en 1821 à 33 familles de cordiers, employant 150 personnes ; en 1862, il y avait 259 travailleurs et en 1928, 87 familles.
Mais le travail du chanvre est aussi à l’origine des syndicats ouvriers. Les cordiers fondèrent, en 1886, une « Société Ouvrière de Secours Mutuel » avec le but de prêter assistance aux leurs, dans le respect des lois de l’État. La société fut dissoute en 1936, et en 1975 la loi Cossiga contre le trafic des stupéfiants, mit un terme à la culture du chanvre en Italie.
Une branche de la Maison de Savoie portait le titre de prince de Carignan, et qui accéda au trône en 1831 avec le prince Charles-Albert.

### Nouvelle canalisation du Pô auXVIIIesiècle
C'est en 1764 qu'on procéda au rescindement du méandre du Pô à Carmagnola. Selon Casalis, les crues à répétition du fleuve à cet endroit avaient fini par faire disparaître les limites administratives des deux communes de Carmagnola et de Carignan, provoquant des controverses entre les exploitants agricoles des deux cités.
Grâce aux finances du duc, sept rescindements furent exécutés par les communes de Carignano et de Lombriasco : ils recoupaient des boucles larges de 15 à 30 m. Le nouveau chenal incitait les hommes à utiliser la force de l’eau pour draguer le nouveau lit du fleuve qui atteignit, à la fin, la largeur de 123 m.
Mais malgré les travaux dirigés par l'ingénieur Boldrini, en peu de temps les berges commencèrent à s’effondrer, et le fleuve reprit son cours sinueux. L'unique tronçon rescindé du Pô encore intact aujourd'hui est celui de l'entrée du pont de Lombriasco.

### Navigation contre chemin de fer

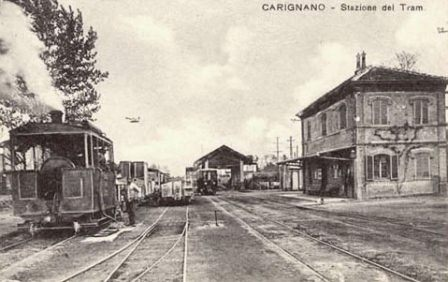
La gare de tramways de Carignan.

Au cours de la première moitié du XIXe siècle, les crédits sont quasi totalement absorbés par les efforts, relativement vains, de rectifier et de rendre le Pô navigable par les chalands de gabarit moyen. Sans entrer ici dans un débat historiographique, il convient de noter que les transports étaient devenus alors la condition fondamentale du développement économique : le fleuve, déjà navigué à grande difficulté depuis des millénaires, équipé de quatre estacades flottantes (Carignan, Campagnino, Carmagnola et Casalgrasso-Racconigi), connut avec l'avènement du chemin de fer un désintérêt inattendu et les investissements, de sporadiques, devinrent quasi nuls après 1850. Avec l'avènement du chemin de fer, tous les projets de développement de la navigation fluviale furent abandonnés. Le moyen de transport, l'euphorie de la croissance, l'exaltation pour le machinisme, la consommation ostentatoire dominèrent le siècle et demi à venir, non seulement dans la politique d'aménagement du territoire, mais dans l'imaginaire de ses habitants et dans leur attachement aux ressources naturelles.
Carignan fut écartée de la ligne de chemin de fer de Savone, au profit de Carmagnola qui bénéficia d'une grande gare ; la ligne ne traversait le Pô qu'à Moncalieri, en traversant Villastellone et Trofarello. Il résulta de ces choix qu'en l'espace de quelques années, la population de Carmagnola dépassa celle de Carignano et cette ville chargée d'histoire se vit condamnée au déclin par l'immigration de ses habitants. Il faudra attendre 1881 et la construction de la ligne Turin-Saluces, qui demeura la principale liaison jusqu'en 1946, malgré les tentatives répétées des maires, au début du XXe siècle, pour obtenir un arrêt le long de la ligne Turin-Savone, qui posait d'ailleurs de grandes difficultés techniques. En 1889, on construisit un pont en maçonnerie vers la gare de Villastellone : cet ouvrage reprenait l'emplacement de l'ancien pont de bois de Chieri, remplacé au XIXe siècle par un quai flottant.
Le bras du petit Pô, traversant la ville, était appelé le « Pô Mort » depuis le XVIIe siècle, par allusion à l'abandon des travaux de canalisation. Le premier aménagement systématique des terrains que les anciens appelaient encore « le pré » (il Pasc), c'est-à-dire la partie inculte des prés communaux, fut entreprise au début des années 1820 avec la plantation d'une allée de platanes, dont il subsiste un sujet majestueux. Cette idée reflétait l'engouement pour les grands boulevards propre à l'urbanisme de la période napoléonienne et de la Restauration, et dont on retrouve l'expression à Turin autour des anciens bastions. L'allée de platanes, aménagée le long de la bande de terre rectiligne qui sépare les deux bras du Pô (le « Pô Piccolo » et le « Pô Vuotasacco »), met en valeur le fleuve, selon un schéma voisin de celui de Turin avec le Pô et le Canal Michelotti.

### Les filatures Bona
L'installation de la filature Bona à Carignan constitue l'unique initiative industrielle durable ayant influé profondément sur l’économie locale. Les conséquences de cette nouvelle implantation se sont fait sentir dans tous les secteurs, de l'immobilier aux  travaux publics. En 1900, Carignan était devenue une one company town, alliant aux risques d'une spécialisation excessive, la faiblesse du tissu industriel : son destin était joué.
Un sixième de l'habitat, désormais déserté, était propriété du monastère de Sainte-Claire, dans le secteur du nord-ouest, entre la porte des Meinardi et celle du Rivellino. Il n'y eut pas jusqu'à l'institution des clarisses qui ne connût une crise financière. Repris par la ville, les terrains ecclésiastiques  furent revendus à des industriels.
Après l'expérience malheureuse des faillites des frères Lazzaroni et des Colono Borgnana, les Bona entreprirent finalement d'ouvrir une filature, rasant d’abord les édifices du couvent, puis l’église, enfin même son clocher.
L'aménagement d'une usine au cœur de la ville se traduisit par une concentration de l'habitat et une augmentation du volume des édifices. Ainsi l'imposante cheminée dressée sur la façade nord dominait les bâtiments conventuels préexistants et tout le paysage urbain, et la construction de son aile nord, vers 1900, sur le passage encore couvert du canal des Moulins, soulignait la présence de la manufacture.
Sur les façades nord et ouest de l'usine, on peut voir des traces de restructuration avec des éléments de tradition antonellienne, effectués vers 1890. Au début du XXe siècle, on entreprit la construction de dalles pour couvrir le canal. En 1906, l'atelier de teinturerie reprit l'emplacement de l’église de Lanfranc. Les bureaux et leur portail néo-baroque furent aménagés en 1920, et en 1926 la construction d'une autre aile du bâtiment était terminée, mais les aménagements ne prirent véritablement fin que dans les années 1950.
L'arrivée de l'industrie, outre le bouleversement du tissu urbain, avait suscité la recherche de nouveaux logements pour les cadres : les propriétaires souhaitaient en effet séparer les quartiers d'habitation des cadres et des ouvriers, entraînant une transformation progressive d'une partie de la ville. Les propriétaires et associés de la société : Lorenzo Valerio Bona, Lorenzo Delleani, Federico Maggia, adaptèrent les vieux palais aristocratiques : Palazzo Provana del Sabbione, Palazzo Rasino, l'hôtel San Martino della Morra et di Cervere, à leurs propres besoins. Carlo Bona habitait l'hôtel particulier Vivalda di Castellino, Gaspare Bona celui des Cervere de 1923 à sa mort, dans une villa de banlieue avec parc donnant sur la via Braida, déjà propriété d'Alberto Delleani.
La présence de l'industrie avait aussi bouleversé l’équilibre politique local, par l'arrivée brutale aux postes de pouvoir des industriels à la place de l'ancienne bourgeoisie qui avait dominé l'administration à la fin du XIXe siècle.
La filature Bona fut transférée à l'extérieur de Carignan dans la seconde moitié du XXe siècle, abandonnant progressivement son usine historique, et l'entreprise, qui n'avait pas su prendre le virage de la robotisation, fut victime au cours des années 1980 de la concurrence internationale.

## Monuments et sites touristiques

### La cathédrale
La cathédrale baroque dédiée à saint Jean-Baptiste et l'évêque Rémi, projetée par Benedetto Alfieri et decorée par Paolo Gaidano, se trouve dans le centre historique de la ville, sur l'ancienne place du marché, exactement en face de l'hôtel de ville, aujourd'hui désaffecté.

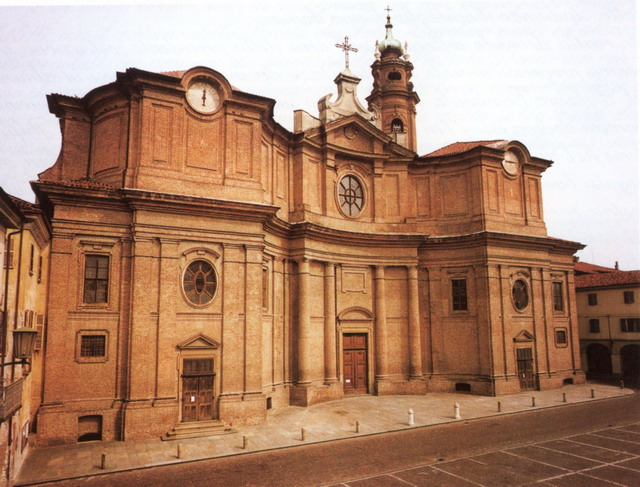
Cathédrale Saint Jean-Baptiste et Saint-Rémi, la façade.

En 1755, par une délibération du conseil municipal, on décida d'abattre l'ancienne église et de confier le projet d'une nouvelle église à Benedetto Alfieri. Le chantier a duré sept ans : de 1757, date de la pose de la première pierre, à 1764, année de la consécration solennelle par le cardinal Carlo Vittorio Amedeo delle Lanze, période au cours de laquelle Alfieri présenta un second projet, accepté comme projet définitif.
La cathédrale de Carignan présente certains motifs architecturaux courants : il s'agit surtout de la convexité de sa façade et de la volonté de permettre aux visiteurs franchissant la porte principale d'embrasser d'un coup d’œil tous les autels. L’édifice, à nef unique, compte bien six chapelles (trois de chaque côté du presbytère), et est recouvert d'une immense coupole annulaire. À l’intérieur, on peut admirer quelques meubles récupérés dans l'ancienne église paroissiale gothique, dont un contre-autel en bois (daté de 1756), qui représente un panorama de la vieille ville et de son château. Les décors remontent à l'époque de la première consécration et sont des peintres Andrea Rossi, Francesco Bottinelli et Sant Bartolomeo.
Parmi les œuvres d'art ornant la cathédrale, il faut signaler le maître-autel en marbre, exécuté par Rossi et Bottinelli, les quatre grandes statues des Docteurs de l'Église, réalisées en 1764 par Carlo Giuseppe Bollina et le buffet de l'orgue, sculpté en 1771 par le menuisier local Giuseppe Antonio Riva. Les bas-reliefs représentant la bénédiction du Père éternel et les saints patrons de la ville, réalisés par Giovan Battista Bernero, sont d'une facture particulière. La réalisation des fresques des intérieurs a été confiée, à partir de 1879, au peintre Emanuele Appendini, auteur du Jugement Dernier et des plafonds des chapelles.
À sa mort, survenue cette année-là, Paolo Gaidano fut choisi comme architecte : il paracheva la construction, la dotant de fresques narrant la vie de Saint Jean-Baptiste et de l'évêque Rémi. Le clocher mérite une mention à part : c'était au début une petite tour surmontée d'un campanile. En 1833 on en renforça les fondations pour la rehausser, mais résultats concluants, et il faudra attendre 1932 pour la construction du clocher, dans le style néo-baroque, tel qu'on le voit aujourd'hui.

### L'église Sainte-Marie-des-Grâces et Saint-Augustin
On peut voir dans cette église l'autel de Saint-Nicolas de Bari, œuvre du sculpteur Pietro Somazzi.

### La chapelle de la Visitation, sanctuaire du Vallinotto

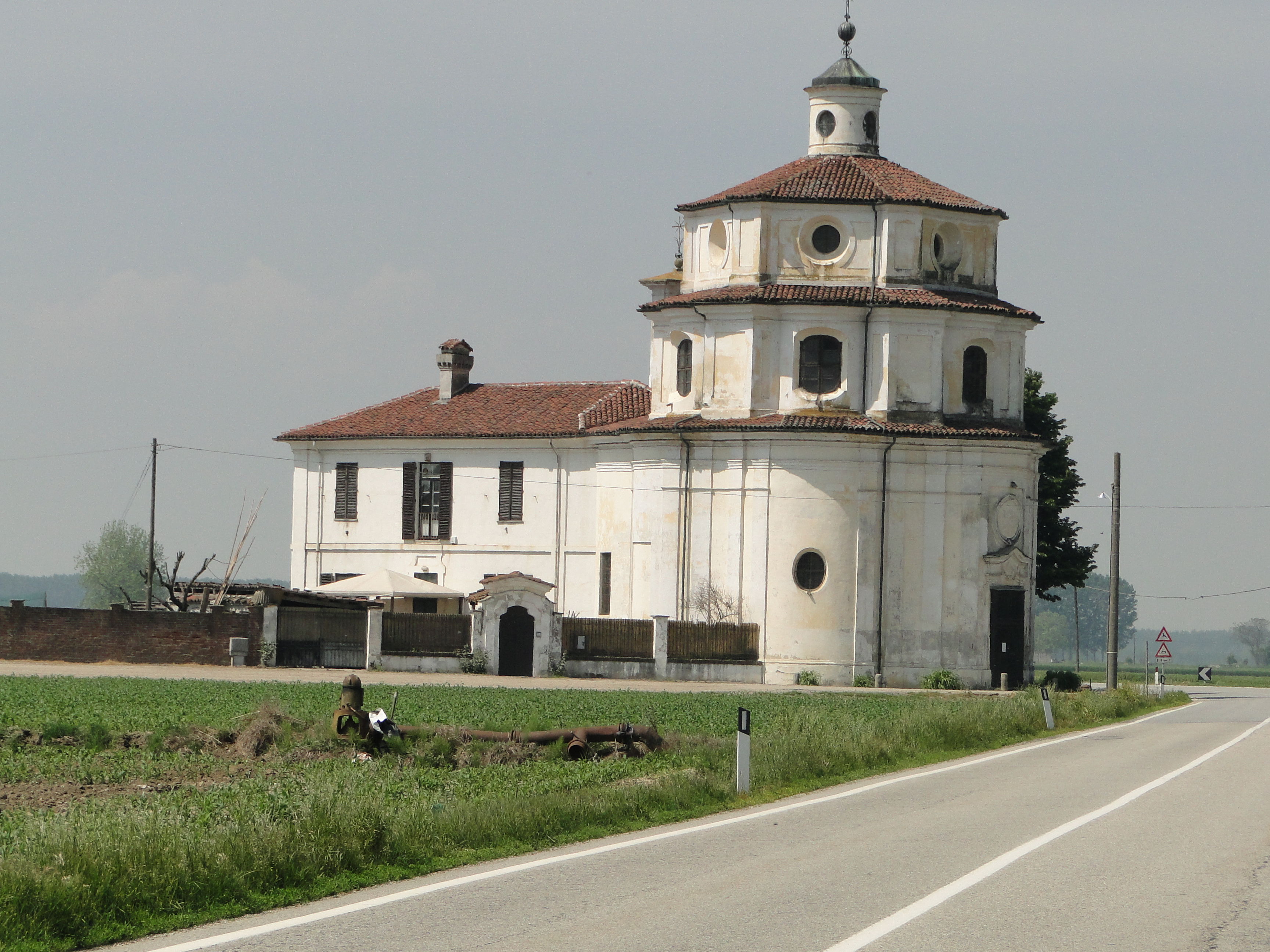
La chapelle de Vallinotto

Au lieu-dit de Vallinotto sur la route de Pignerol, une église a été édifiée entre 1738 et 1739 pour permettre aux nombreux ouvriers travaillant dans les fermes voisines de suivre la messe, les églises de la ville étant bien trop éloignées (près de 5 km). Le banquier Antonio Faccio chargea Bernardo Antonio Vittone de réaliser cet édifice, qui fit la première œuvre de cet architecte. En dépit de sa localisation isolée, ce n'est pas une simple église de campagne mais un véritable joyau du baroque piémontais, avec sa coupole caractéristique à trois niveaux. Les intérieurs sont décorés de fresques du peintre Pier Francesco Guala.

### La confrérie du Saint-Esprit
Le sculpteur Carlo Giuseppe Plura a réalisé pour cette confrérie en 1706-1707 une Pietà supportée par des anges.

## Administration
| Période                                  | Période  | Identité      | Étiquette | Qualité |
| ---------------------------------------- | -------- | ------------- | --------- | ------- |
| 30 mai 2006                              | En cours | Marco Cossolo | Centro    | centre  |
| Les données manquantes sont à compléter. |          |               |           |         |

### Hameaux
Balbo, Brassi, Brillante, Campagnino, Ceretto, Gorrea, Tetti Bagnolo, Tetti Faule, Tetti Peretto e Pautasso

### Communes limitrophes
Moncalieri, Vinovo, La Loggia, Piobesi Torinese, Villastellone, Castagnole Piemonte, Osasio, Lombriasco, Carmagnole

### Évolution démographique
Habitants recensés